# Waacking
Waacking (teilweise auch Whacking) ist ein in den 1970er Jahren in den Clubs von Los Angeles entstandener Tanzstil. Er ist ein Teil der Street-Dance-Kultur und wurde von der LGBTQ+-Community entwickelt, insbesondere von afroamerikanischen und lateinamerikanischen Tänzern. Der Tanzstil zeichnet sich besonders durch schnelle, expressive Armbewegungen aus.
Waacking hat seinen Ursprung im Tanzstil Punking, wobei bei Punking die Darstellung einer Story, die mit Hilfe des Tanzes ausgedrückt werden soll, im Vordergrund steht. Insbesondere ein Darstellungselement des Punking, nämlich die expressiven und explosionsartigen Armbewegungen, wurden im Waacking isoliert und weiterentwickelt.

## Verbreitung
Waacking hat einerseits durch Tanzwettbewerbe, Tanzschulen und den sozialen Medien eine Verbreitung gefunden. Anderseits wurde Waacking in verschiedenen Musikvideos, TV-Shows und Filmen präsentiert, was ebenfalls zu einer gewissen Popularität des Tanzstils beigetragen hat. Bei den Olympischen Winterspielen 2022 gewann das Eistanz-Duo Gabriella Papadakis und Guillaume Cizeron mit einer tänzerischen Darbietung die Goldmedaille, die wesentlich von Waacking beeinflusst war.